# Haolebaoji
Haolebaoji (kinesiska: 浩勒报吉, 浩勒报吉乡) är en socken i Kina. Den ligger i den autonoma regionen Inre Mongoliet, i den norra delen av landet, omkring 280 kilometer sydväst om regionhuvudstaden Hohhot.
Genomsnittlig årsnederbörd är 530 millimeter. Den regnigaste månaden är juli, med i genomsnitt 154 mm nederbörd, och den torraste är januari, med 1 mm nederbörd.